# Deiyai
Deiyai ist ein indonesischer Regierungsbezirk (Kabupaten) in der indonesischen Provinz Papua Tengah auf der Insel Neuguinea. Stand 2020 leben hier circa 90.000 Menschen. Der Regierungssitz des Kabupaten Deiyai ist Waghete.

## Geographie
| Distrikt Distrik | Dörfer Kampung | Fläche [km²] | Einwohner 2020 | Bevölkerungs- dichte |
| ---------------- | -------------- | ------------ | -------------- | -------------------- |
| Bowobado         | 6              | 489          | 7.842          | 16                   |
| Kapiraya         | 5              | 311          | 5.609          | 18                   |
| Tigi             | 20             | 55           | 31.126         | 557                  |
| Tigi Barat       | 22             | 191          | 28.516         | 149                  |
| Tigi Timur       | 14             | 798          | 17.922         | 22                   |

Deiyai liegt zentral in der Provinz Papua Tengah im Binnenland. Es grenzt im Norden an den Regierungsbezirk Paniai, im Süden an Mimika und im Westen an Dogiyai. Administrativ unterteilt sich Deiyai in 5 Distrikte (Distrik) mit 67 Dörfern (Kampung). 

## Einwohner
2020 lebten in Deiyai 91.015 Menschen. Die Bevölkerungsdichte beträgt 169 Personen pro Quadratkilometer. 65 Prozent der Einwohner sind Protestanten, 34 Prozent Katholiken und ein Prozent Muslime.